# Custodio Dos Reis
Custodio Dos Reis (Rabat, 30 de novembre de 1922 - 26 de novembre de 1959) va ser un ciclista francès d'origen marroquí, professional entre 1946 i 1953. En el seu palmarès destaca una victòria d'etapa al Tour de França de 1950.

## Palmarès
- 1946
  - Vencedor de 4 etapes a la Volta a Portugal
- 1947
  - Vencedor de 2 etapes a la Volta a Portugal
- 1950
  - Vencedor d'una etapa al Tour de França
- 1951
  - Vencedor de 2 etapes a la Volta al Marroc
- 1952
  - 1r a Chauffailles

### Resultats al Tour de França
- 1949. 54è de la classificació general
- 1950. 26è de la classificació general. Vencedor d'una etapa